# Lúcio Cornélio Lêntulo Caudino (cônsul em 275 a.C.)
Lúcio Cornélio Lêntulo Caudino (em latim: Lucius Cornelius Lentulus Caudinus) foi um político da gente Cornélia da República Romana, eleito cônsul em 275 a.C. com Mânio Cúrio Dentato. Era neto de Sérvio Cornélio Lêntulo, cônsul em 303 a.C. através de seu filho Tibério. Os irmãos Públio Cornélio Lêntulo Caudino e Lúcio Cornélio Lêntulo Caudino, cônsules em 237 e 236 a.C. respectivamente eram seus filhos. O agnome "Caudino" foi assumido pela primeira vez pelo seu bisavô, Lúcio Cornélio Lêntulo, cônsul em 327 a.C., e era uma referência à vitória que se seguiu à derrota na Batalha das Forcas Caudinas em 320 a.C..

## Consulado (275 a.C.)
Em 275 a.C. foi eleito cônsul com  Mânio Cúrio Dentato. Neste ano, Pirro retornou da Sicília e as hostilidades da Guerra Pírrica recomeçaram. Dentato marchou até Sâmnio e derrotou o exército invasor na Batalha de Benevento (que se chamava "Malevento" na época e mudou seu nome depois desta vitória) obrigando o soberano grego a abandonar definitivamente a Itália. 
Sobre Lêntulo Caudino, nada de nota foi lembrando pelos autores antigos e seu nome é lembrado apenas pela citação nos Fastos Consulares.